# 北緯9度線
北緯9度線（ほくい9どせん）は、地球の赤道面より北に地理緯度にして9度の角度を成す緯線。アフリカ、インド洋、南アジア、東南アジア、太平洋、中央アメリカ、南アメリカ、大西洋を通過する。
この緯度の下では、夏至点時の可照時間は12時間39分で、冬至点時は11時間36分である。。

## 通過する地域一覧
北緯9度線は、本初子午線から東に向かって以下の場所を通っている。
| 地理座標                                             | 国土・領土・領海 | 備考 |
| ---------------------------------------------------- | ---------------- | --- |
| 北緯9度0分 東経0度0分 / 北緯9.000度 東経0.000度      | ガーナ           | |
| 北緯9度0分 東経0度28分 / 北緯9.000度 東経0.467度     | トーゴ           | |
| 北緯9度0分 東経1度38分 / 北緯9.000度 東経1.633度     | ベナン           | |
| 北緯9度0分 東経2度47分 / 北緯9.000度 東経2.783度     | ナイジェリア     | 首都・アブジャのちょうど南を通過。                                                                          |
| 北緯9度0分 東経12度51分 / 北緯9.000度 東経12.850度   | カメルーン       | |
| 北緯9度0分 東経14度34分 / 北緯9.000度 東経14.567度   | チャド           | |
| 北緯9度0分 東経19度3分 / 北緯9.000度 東経19.050度    | 中央アフリカ     | |
| 北緯9度0分 東経23度28分 / 北緯9.000度 東経23.467度   | スーダン         | 約11km |
| 北緯9度0分 東経23度34分 / 北緯9.000度 東経23.567度   | 中央アフリカ     | 約3km |
| 北緯9度0分 東経23度35分 / 北緯9.000度 東経23.583度   | スーダン         | |
| 北緯9度0分 東経24度33分 / 北緯9.000度 東経24.550度   | 南スーダン       | |
| 北緯9度0分 東経34度8分 / 北緯9.000度 東経34.133度    | エチオピア       | 首都・アディスアベバを通過。                                                                                |
| 北緯9度0分 東経44度0分 / 北緯9.000度 東経44.000度    | ソマリア         | 首都・ソマリランドを通過。                                                                                  |
| 北緯9度0分 東経50度34分 / 北緯9.000度 東経50.567度   | インド洋         | アラビア海を通過。                                                                                          |
| 北緯9度0分 東経76度31分 / 北緯9.000度 東経76.517度   | インド           | ケーララ州 タミル・ナードゥ州                                                                               |
| 北緯9度0分 東経78度16分 / 北緯9.000度 東経78.267度   | インド洋         | マンナール湾                                                                                                |
| 北緯9度0分 東経79度51分 / 北緯9.000度 東経79.850度   | スリランカ       | マンナル島及び本土                                                                                          |
| 北緯9度0分 東経80度57分 / 北緯9.000度 東経80.950度   | インド洋         | ベンガル湾 ニコバル環礁（ インド）の島々のちょうど南を通過。 アンダマン海                                   |
| 北緯9度0分 東経98度15分 / 北緯9.000度 東経98.250度   | タイ             | コー・ホー・カオ島及び本土                                                                                  |
| 北緯9度0分 東経99度56分 / 北緯9.000度 東経99.933度   | タイランド湾     | |
| 北緯9度0分 東経104度48分 / 北緯9.000度 東経104.800度 | ベトナム         | |
| 北緯9度0分 東経105度25分 / 北緯9.000度 東経105.417度 | 南シナ海         | 南沙諸島（各国間で領有権の係争中）を通過。                                                                  |
| 北緯9度0分 東経117度37分 / 北緯9.000度 東経117.617度 | フィリピン       | パラワン島                                                                                                  |
| 北緯9度0分 東経118度4分 / 北緯9.000度 東経118.067度  | スールー海       | |
| 北緯9度0分 東経123度0分 / 北緯9.000度 東経123.000度  | ミンダナオ海     | |
| 北緯9度0分 東経124度48分 / 北緯9.000度 東経124.800度 | フィリピン       | ミンダナオ島                                                                                                |
| 北緯9度0分 東経124度53分 / 北緯9.000度 東経124.883度 | ミンダナオ海     | ギングーグ湾                                                                                                |
| 北緯9度0分 東経125度10分 / 北緯9.000度 東経125.167度 | フィリピン       | ミンダナオ島                                                                                                |
| 北緯9度0分 東経125度16分 / 北緯9.000度 東経125.267度 | ミンダナオ海     | ブトゥワン湾                                                                                                |
| 北緯9度0分 東経125度29分 / 北緯9.000度 東経125.483度 | フィリピン       | ミンダナオ島                                                                                                |
| 北緯9度0分 東経126度16分 / 北緯9.000度 東経126.267度 | 太平洋           | ナモンウイト環礁（ ミクロネシア連邦）のちょうど北を通過。                                                   |
| 北緯9度0分 東経165度38分 / 北緯9.000度 東経165.633度 | マーシャル諸島   | ウジャエ環礁を通過。                                                                                        |
| 北緯9度0分 東経165度43分 / 北緯9.000度 東経165.717度 | 太平洋           | ラエー環礁（ マーシャル諸島）のちょうど北を通過。                                                           |
| 北緯9度0分 東経167度34分 / 北緯9.000度 東経167.567度 | マーシャル諸島   | クェゼリン環礁を通過。                                                                                      |
| 北緯9度0分 東経167度44分 / 北緯9.000度 東経167.733度 | 太平洋           | エリカブ環礁（ マーシャル諸島）のちょうど南を通過。 マロエラップ環礁（ マーシャル諸島）のちょうど北を通過。 |
| 北緯9度0分 西経83度38分 / 北緯9.000度 西経83.633度   | コスタリカ       | |
| 北緯9度0分 西経82度46分 / 北緯9.000度 西経82.767度   | パナマ           | チリキラグーン                                                                                              |
| 北緯9度0分 西経81度42分 / 北緯9.000度 西経81.700度   | カリブ海         | |
| 北緯9度0分 西経80度44分 / 北緯9.000度 西経80.733度   | パナマ           | 首都・パナマ市周辺を通過。                                                                                  |
| 北緯9度0分 西経79度29分 / 北緯9.000度 西経79.483度   | 太平洋           | パナマ湾 |
| 北緯9度0分 西経79度7分 / 北緯9.000度 西経79.117度    | パナマ           | |
| 北緯9度0分 西経77度45分 / 北緯9.000度 西経77.750度   | カリブ海         | ダリエン湾                                                                                                  |
| 北緯9度0分 西経76度16分 / 北緯9.000度 西経76.267度   | コロンビア       | |
| 北緯9度0分 西経72度44分 / 北緯9.000度 西経72.733度   | ベネズエラ       | |
| 北緯9度0分 西経60度49分 / 北緯9.000度 西経60.817度   | 大西洋           | |
| 北緯9度0分 西経13度17分 / 北緯9.000度 西経13.283度   | シエラレオネ     | |
| 北緯9度0分 西経10度36分 / 北緯9.000度 西経10.600度   | ギニア           | |
| 北緯9度0分 西経7度55分 / 北緯9.000度 西経7.917度     | コートジボワール | |
| 北緯9度0分 西経2度39分 / 北緯9.000度 西経2.650度     | ガーナ           | |